# Вільямстон (Мічиган)
Вільямстон (англ. Williamston) — місто (англ. city) в США, в окрузі Інгем штату Мічиган. Населення — 3819 осіб (2020).

## Географія
Вільямстон розташований за координатами 42°41′0″ пн. ш. 84°17′1″ зх. д. / 42.68333° пн. ш. 84.28361° зх. д. (42.683348, -84.283557).  За даними Бюро перепису населення США в 2010 році місто мало площу 6,61 км², з яких 6,31 км² — суходіл та 0,30 км² — водойми.

## Демографія
Згідно з переписом 2010 року, у місті мешкали 3854 особи в 1605 домогосподарствах у складі 1002 родин. Густота населення становила 583 особи/км².  Було 1789 помешкань (271/км²).
Расовий склад населення:
| - 94,4 % — білих - 1,1 % — азіатів - 0,9 % — чорних або афроамериканців - 0,5 % — корінних американців - 0,1 % — вихідців з тихоокеанських островів |

До двох чи більше рас належало 2,3 %. Частка іспаномовних становила 3,1 % від усіх жителів.
За віковим діапазоном населення розподілялося таким чином: 28,0 % — особи молодші 18 років, 60,3 % — особи у віці 18—64 років, 11,7 % — особи у віці 65 років та старші. Медіана віку мешканця становила 35,9 року. На 100 осіб жіночої статі у місті припадало 91,1 чоловіків;  на 100 жінок у віці від 18 років та старших — 84,9 чоловіків також старших 18 років.
Середній дохід на одне домашнє господарство  становив 69 485 доларів США (медіана — 51 510), а середній дохід на одну сім'ю — 84 189 доларів (медіана — 65 192). За межею бідності перебувало 13,5 % осіб, у тому числі 26,4 % дітей у віці до 18 років та 0,0 % осіб у віці 65 років та старших.
Цивільне працевлаштоване населення становило 1819 осіб. Основні галузі зайнятості: освіта, охорона здоров'я та соціальна допомога — 19,8 %, виробництво — 14,6 %, роздрібна торгівля — 13,7 %.